# مركب كوبالت عضوي

فيتامين بي 12

مركبات الكوبالت العضوية هي صنف من المركّبات العضوية الفلزية الحاوية على رابطة كيميائية بين عنصري الكوبالت والكربون Co-C؛ ويدعى الفرع من الكيمياء المهتم بدراسة تلك المركبات باسم كيمياء الكوبالت العضوية.
يعد فيتامين بي 12 B12، وهو جزيء عضوي حيوي مهم، من أشهر الأمثلة على مركبات الكوبالت العضوية؛ وكذلك مركب ثماني كربونيل ثنائي الكوبالت الذي يدخل في مجال التحفيز.